# Текірдаг (провінція)
Текірдаг (тур. Tekirdağ) — провінція в Туреччині, розташована на північному заході країни. Столиця — місто Текірдаг (населення 107 000 жителів відповідно до даних на 2000 рік). На півночі провінція омивається водами Мармурового моря. Також має вузький вихід (менше 1 кілометра) до Чорного моря. 
Населення 707 997 жителів (дані на 2007 рік). Провінція складається з 9 районів.
Територія провінції входить до історичного та географічного регіону Східна Фракія. 
| Туреччина | Це незавершена стаття з географії Туреччини. Ви можете допомогти проєкту, виправивши або дописавши її. |